# Ausstellungszentrum für die Archäologie des Emslandes
Das Ausstellungszentrum für die Archäologie des Emslandes ist ein archäologisches Museum in Meppen in Niedersachsen, Deutschland. Es zeigt die Kulturgeschichte der Region Emsland von der Steinzeit bis in das Mittelalter. Das Museum ist seit 1996 in einem modernen Neubau innerhalb eines klassizistischen Gebäudekomplexes an der Koppelschleuse untergebracht.
Die Dauerausstellung veranschaulicht die Ur- und Frühgeschichte des Emslandes mit Funden, Modellen und Zeichnungen. Gezeigt werden die wichtigsten Forschungsergebnisse des jungsteinzeitlichen Hausbaues, bronze- und eisenzeitliche Sachkultur und Bestattungssitten bis zum Siedlungswesen der römischen Kaiserzeit. Museumspädagogische Angebote für Kinder und Schulklassen und wechselnde Sonderausstellungen ergänzen die Ausstellung.